# Maua
Maua är huvudort i distriktet Meru North i provinsen Östprovinsen i Kenya. År 1999 hade staden 40 820 invånare.